# 下石野站
34°47′49.44″N 134°55′39.47″E / 34.7970667°N 134.9276306°E

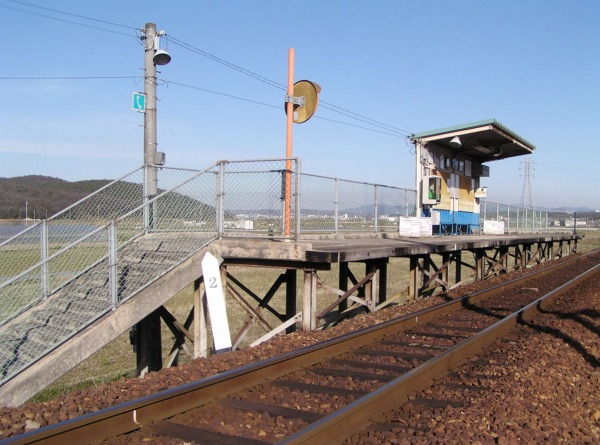
下石野站 (2006年3月)

下石野站是曾經存在於日本兵庫縣三木市別所町下石野，三木鐵道三木線的車站。1986年4月1日啟用，2008年4月1日廢站。